# 크로이노와 FT
크로이노(Chroino, 일본어: クロイノ)와 FT(일본어: エフテイ)는 일본 교토대학교 벤처 기업 로보 개러지(Robo Garage)의 타카하시 토모타카(Tomotaka Takahashi)가 2004년 개발한 소형의 남성형과 여성형 휴머노이드 로봇이다. 남성형 로봇인 크로이노와 여성형 로봇인 FT가 커플을 이룬다. 

## 크로이노
크로이노(Chroino, 일본어: クロイノ, 쿠로이노)는 신장 35 cm, 무게 1 kg의 검은색[黒] 로봇으로 동그랗고 큰 눈이 매력적인 친숙한 외모를 가지고 있다. 무선조종, 기록동작 재생, PC 연결의 3가지 조종 모드가 있으며 양팔을 벌리고 다리를 들어 올리는 등의 동작을 수행할 수 있다. 크로이노는 타임지에 2004년 최고의 발명풍(Best Inventions of 2004)으로 소개되었다. 2005년 11월 4일 한국과학기술원의 로봇 디자인 포럼에 등장한 적 있다. Robo Garage가 개발한 카본-플라스틱 혼합 재질로 제작되어 견고하고 가볍다.

## FT
FT(일본어: エフテイ, 에프테이)는 Female Type의 이니셜로 크로이노와 비슷한 크기의 하얀색 여성형 로봇이다. 신장 35 cm, 무게 0.8 kg이며 내장된 컴퓨터로 제어되는 23개의 모터로 신 워킹 보행법으로 우아하게 걷는다. 2개의 자이로 센서, 23개의 모터, 리튬이온 중합체 전지(리튬 폴리머 배터리)가 내장되어 있다.

## 보행 방식
크로이노와 FT는 신 워킹(SHIN-Walk technology)이라는 특수한 보행법으로 걷는다. 이는 무릎을 구부렸다 곧게 펴면서 걸어가는 방식이다. 

## 개발자
개발자 타카하시 토모타카(高橋智隆, Tomotaka Takahashi, 1975년 3월 27일~)는 일본의 로봇공학자로 크로이노와 FT, 키로보, MANOI PF01 등의 소형 로봇을 제작하였다. 가정 로봇을 발전시키기 위해서 (크로이노와 FT 같은) 친숙한 디자인의 로봇을 만들어야 하며 일본·한국·중국 등이 함께 애니메이션 캐릭터를 개발해 로봇에 적용시켜야 한다고 주장하였다.

## 같이 보기
- 휴머노이드 로봇
- 키로보 - 타카하시 토모타카가 만든 비슷한 크기의 로봇
- QRIO
- 아시모